# Makagigi
Makagigi (lub makagiga) – w kuchni polskiej, rodzaj ciastka lub trwałego wyrobu cukierniczego zaliczanego do grylażowych. Makagigi wykonuje się z cukru, miodu, rozdrobnionych orzechów (w tym prażonych fistaszków lub migdałów) i, opcjonalnie, maku.
Pochodzenie makagig przypisuje się kuchni żydowskiej w Polsce, w której przygotowano je na święto Purim, z maku i orzechów smażonych w miodzie. Jeden z pierwszych ogólnodostępnych przepisów opublikowała Lucyna Ćwierczakiewiczowa w roku 1885 w książce Jedyne praktyczne przepisy konfitur, różnych marynat, wędlin, wódek, likierów, win owocowych, miodów oraz ciast. Oprócz receptury na „makagigi z maku”, która zawierała jedynie miód i mak, zamieściła tam również przepis na „makagigi czyli tłuczeńce”, czyli ciastka w postaci opłatków przełożonych masą z mąki żytniej, miodu, orzechów, skórki pomarańczowej i przypraw korzennych.